# Marysville (Montana)
Marysville – jednostka osadnicza w Stanach Zjednoczonych, w stanie Montana, w hrabstwie Lewis and Clark.